# 孙伟 (土木工程材料专家)
孙伟（1935年11月16日—2019年2月22日），山东胶州人，中国土木工程材料专家，东南大学教授。

## 生平
1935年出生于山东胶州，1958年毕业于南京工学院（现东南大学）土木工程系。从事土木工程材料领域的教学、科研和人才培养工作，获国家科技进步二等奖等奖励。2005年当选为中国工程院院士。